# Henricia uluudax
Henricia uluudax är en sjöstjärneart som beskrevs av Clark och Jewett 20. Henricia uluudax ingår i släktet Henricia och familjen krullsjöstjärnor. Inga underarter finns listade i Catalogue of Life.